# Abiti sull'erba
Studio per la Baignade: abiti sull'erba (Vêtements, Étude pour Une Baignade) è un dipinto a olio su tavola (16x24,7 cm) realizzato nel 1883 dal pittore Georges-Pierre Seurat e conservato nella Tate Gallery di Londra.
Questo dipinto è uno dei 14 studi preparatori per la realizzazione della prima opera di grandi dimensioni di Seurat, Une baignade à Asnières, per la quale l'artista fece anche 10 disegni.
L'opera presenta alcune persone che prendono il sole o fanno il bagno sulla riva della Senna nel sobborgo parigino di Asnières; sullo sfondo appare il ponte di Courbevoie mentre sulla destra è rappresentata l'Isola della Grande Jatte.